# Manorville
Manorville  è una borough degli Stati Uniti d'America, nella contea di Armstrong nello Stato della Pennsylvania. Secondo il censimento del 2000 la popolazione è di 401 abitanti.

## Società

### Evoluzione demografica
La composizione etnica vede una prevalenza della razza bianca (98,75%), seguita da quella asiatica (0,25%), dati del 2000.
| borough di Manorville Popolazione |     |
| 2000                              | 401 |
| Stima al 2009                     | 363 |